# Christophe Gagliano
Christophe Gagliano (Parigi, 22 maggio 1967) è un ex judoka francese.

## Palmarès
- Giochi olimpici

Atlanta 1996: bronzo nei 71 kg.
- Mondiali

Parigi 1997: argento nei 71 kg.
- Europei

Praga 1991: bronzo nei 71 kg.
Birmingham 1995: argento nei 71 kg.
L'Aia 1996: bronzo nei 71 kg.
Ostenda 1997: bronzo nei 71 kg.
- Giochi del Mediterraneo

Bari 1997: oro nei 71 kg.